# Regal Academy
Regal Academy es una serie de dibujos animados italiana creada por Iginio Straffi y producida por Rainbow S.r.l. Studio. La serie se estrenó en Italia por Rai YoYo el 21 de mayo de 2016. Una segunda temporada fue estrenada en Italia el 28 de noviembre de 2017 y finalizó el 8 de octubre de 2018. La serie cuenta en total con 2 temporadas y 52 episodios. En Latinoamérica la serie fue estrenada el 1 de octubre de 2016 a través de Nickelodeon y finalizó el 24 de diciembre de 2018.

## Trama

### Temporada 1
Rose, una niña como cualquier otra con un gran amor por los cuentos de hadas y los zapatos, encuentra una llave que la transporta al mundo de los cuentos de hadas. Aquí descubre que es nieta de Cenicienta, directora de una prestigiosa escuela: Regal Academy. Rose decide unirse y aquí vivirá numerosas aventuras junto a sus nuevos amigos.
Desafortunadamente, su madre se entera y le dice que no vaya más allí, pero eventualmente madre e hija se reconciliarán y Rose regresará a la Regal Academy. En los dos últimos episodios, Rose descubre por qué su madre fue desterrada de la tierra de los cuentos de hadas: ella fue la culpable de la desaparición de la zapatilla de cristal de su madre Cenicienta, necesaria para detener a Vicky y a todos los villanos del reino de los cuentos de hadas. Cenicienta finalmente donará una nueva armadura real a su equipo.

### Temporada 2
Rose regresa de vacaciones, su madre comienza a enseñar moda en Regal Academy y se reúne con su equipo. Aquí llega una nueva alumna Kira, la sobrina de Jack Frost e hija de la Reina de las Nieves, la nueva villana que formará parte del equipo de Vicky. El equipo de Rose da la bienvenida a un nuevo miembro, Ling Ling, y recibe una nueva armadura real. Hay nuevas parejas y un nuevo estudiante, Shawn The Beast, el primo de Travis.

## Personajes

### Estudiantes
- Rose Cenicienta: Es una chica alegre y despreocupada que vive en una ciudad de la Tierra, con un amor casi exagerado por los cuentos de hadas, que literalmente cae en el mundo de ellos. Aquí descubre para su sorpresa que pertenece a una familia especial. Es nieta de Cenicienta y posee la Calabaza Mágica, con su varita, es decir, puede convertir cualquier calabaza en un medio de transporte o cualquier otra cosa. Rose en el episodio 16 descubre que tiene una voz hermosa y, junto con Hawk, actúa para la clase de canto. A menudo se emociona y no sabe cuándo hablar en serio. Ella está enamorada de Hawk, es correspondida e intenta muchas veces que la gente entienda su amor por él. Siempre trata de ser amiga de todos y es muy buena pero también muy ingenua. Posee una colección de objetos de cuentos de hadas. Tiene una gran pasión por los zapatos como su abuela. Su artículo familiar mágico son las zapatillas de cristal.
- Astoria Rapunzel: Ella es el ratón de biblioteca de Regal Academy, una princesa segura de sí misma y equilibrada. Siempre trate de obtener las mejores calificaciones y no defraudar a su abuela. Posee Tower Magic y logra hacer aparecer una hiedra de larga floración. Es la nieta de Rapunzel y cuando sea grande le gustaría convertirse en directora de la academia real. Su objeto familiar mágico son las pulseras de fuego. Está enamorada de Shawn The Beast, quien es su amigo de la infancia y siempre lo protegió de los matones en la escuela primaria.
- Joy Le Rana: Ama los insectos y todo tipo de bestias, a menudo olvidando que no a todos les gustan. Joy es una chica vivaz y exuberante con una sonrisa siempre en su rostro. Siempre apoya a sus amigos, pero es más probable que fomente las malas ideas que las buenas. Posee magia de rana, lo que significa que, debido a una maldición, puede convertir a las personas en ranas. Ella es la nieta del Doctor Rana. Su objeto familiar mágico es la esfera de rana.
- Hawk Blanca Nieve: Se cree el héroe perfecto de los cuentos de hadas, pero con su heroísmo exagerado siempre se mete en problemas con todo su equipo. Vanidoso, pero no en un sentido malo y egocéntrico, tiene buen corazón y es un tipo divertido, honesto y amable. Posee magia de nieve, es decir, tiene el poder de congelar personas y cosas y esparcir escarcha por todas partes. Cuando Rose está en peligro, Hawk siempre está ahí para salvarla. Está enamorado de Rose y se muestra mejor en el primer capítulo de la segunda temporada al mostrar una gran emoción al poder verla después de vacaciones, amado por Rose, pero la mayoría de las colegialas están enamoradas de él. Es el nieto de Blancanieves. Siempre está tratando de salvar a las princesas porque no pudo salvar a su hermana Fala. El objeto mágico de su familia es el escudo de espejo.
- Travis Bestia: Es un chico alegre, juguetón y divertido, pero cuando se enfada se convierte en una auténtica Bestia. Su fuerza es inmensa, tanto que a menudo mete a su equipo en problemas. Siempre busca aventuras a toda prisa y acaba metiéndose en líos. Posee Fury Magic, lo que significa que puede crear tornados y huracanes. Enamorado de LingLing, en el episodio 22 se declara y se compromete con ella. Es nieto de La Bestia. Su objeto familiar mágico es la máscara de la Bestia. A veces es tímido. En el episodio "The Shadow Warrior" mostró vergüenza al decirle a Ling Ling que es alérgico a la magia lunar.
- Vicky Broomstick: Es muy inteligente, pero cada vez que intenta implementar su malvado plan, algo sale mal. Incluso Rose logra, sin darse cuenta, arruinar sus planes. En la segunda temporada, se une a la Reina de las Nieves y tiene a su hija, Kira, como compañera de equipo.
- Ling Ling Abanico de Hierro: Ha entrenado toda su vida en casa para convertirse en una guerrera, arquera y estudiante perfecta. Es por eso que no tiene idea de qué se trata la moda de la escuela secundaria, el baile, el romance y la socialización. Valiente, tranquila y leal, aunque de baja estatura es una chica fuerte. Su mejor amiga es Rose; enamorada de Travis, en el episodio 22 le declara su amor y se compromete con él.

### Profesores
- Directora Cenicienta: Le encanta organizar bailes y le encantan los zapatos. Ella es la directora de la Academia Real. Expresado por Aurora Cancian.
- Profesora Blanca Nieves: Es meticulosa con las reglas de la escuela y muy a menudo se encuentra en desacuerdo con Rose y los demás en sus aventuras. Obviamente, es una gran amante de las manzanas y siempre tiene deliciosas golosinas de manzana en su escritorio. Ella es la maestra de etiqueta, poderes y objetos mágicos. Además, tiene la tarea de formar los equipos. Expresado por Emanuela Baroni.
- Entrenador Bestia: Es un profesor agresivo, que siempre les grita a los estudiantes que corran cientos de millas o hagan miles de flexiones. Cuando la directora tiene problemas con alguien, inmediatamente recibe un castigo muy severo. A pesar de todo, tiene un corazón de oro y detrás de su actitud dura esconde un secreto: le encantan las rosas. Es el entrenador de Regal Acedemy y el profesor de Dragonología. Expresado por Pierluigi Astore.
- Doctor Rana: Es el encarado de dar las clases de pociones y del laboratorio. A menudo realiza experimentos dentro del laboratorio. Al ser de la familia Rana, también disfruta de los insectos y se convierte en rana a voluntad. Expresado por Gianni Giuliano.
- Profesora Rapunzel: Ella es la profesora de literatura, por haber sido encerrada en la torre durante mucho tiempo suele hablar con objetos inanimados. Al igual que su nieta, también tiene cabello de hiedra y siempre trata de encontrarle un príncipe. Al ver que Astoria puede cuidarse sola, decide dejarla en paz.

## Episodios
| Temporada | Temporada | Episodios | Episodios | Emisión original        | Emisión original        |
| Temporada | Temporada | Episodios | Episodios | Inicio                  | Final                   |
| --------- | --------- | --------- | --------- | ----------------------- | ----------------------- |
|           | 1         | 26        | 26        | 21 de mayo de 2016      | 15 de noviembre de 2016 |
|           | 2         | 26        | 26        | 28 de noviembre de 2017 | 8 de octubre de 2018    |

### Temporada 1 (2016)
- Esta temporada llegó a Netflix el 1 de agosto de 2018 a nivel mundial.[3]

| # Serie | # Temp. | Título                                     | Emisión original         |
| ------- | ------- | ------------------------------------------ | ------------------------ |
| 1       | 1       | «El Instituto de los Cuentos de Hadas»     | 21 de mayo de 2016       |
| 2       | 2       | «La gran carrera de dragones»              | 21 de mayo de 2016       |
| 3       | 3       | «El cisne en el pantano»                   | 22 de mayo de 2016       |
| 4       | 4       | «Astoria y la mata gigante»                | 22 de mayo de 2016       |
| 5       | 5       | «Boda de cuento de hadas»                  | 27 de mayo de 2016       |
| 6       | 6       | «Misterio en el castillo de Cenicienta»    | 28 de mayo de 2016       |
| 7       | 7       | «La nieta de la princesa Guisante»         | 17 de septiembre de 2016 |
| 8       | 8       | «La venganza»                              | 18 de septiembre de 2016 |
| 9       | 9       | «Ataque de la bruja de galleta»            | 19 de septiembre de 2016 |
| 10      | 10      | «La colección de cuentos de hadas de Rose» | 20 de septiembre de 2016 |
| 11      | 11      | «La gran caída del lobo feroz»             | 21 de septiembre de 2016 |
| 12      | 12      | «Calabazas y dragones»                     | 22 de septiembre de 2016 |
| 13      | 13      | «El gran baile»                            | 23 de septiembre de 2016 |
| 14      | 14      | «El legendario Ironfan»                    | 20 de octubre de 2016    |
| 15      | 15      | «Rose y el rey Dragón»                     | 21 de octubre de 2016    |
| 16      | 16      | «La canción de la bruja del mar»           | 22 de octubre de 2016    |
| 17      | 17      | «Hawk y las manzanas envenenadas»          | 23 de octubre de 2016    |
| 18      | 18      | «Cuentos de hadas en la Tierra»            | 23 de octubre de 2016    |
| 19      | 19      | «Cabello hechizado»                        | 12 de noviembre de 2016  |
| 20      | 20      | «Día de padres»                            | 12 de noviembre de 2016  |
| 21      | 21      | «La magia de los monos»                    | 13 de noviembre de 2016  |
| 22      | 22      | «Apocalipsis floral»                       | 13 de noviembre de 2016  |
| 23      | 23      | «Bailando con cisnes y estrellas»          | 14 de noviembre de 2016  |
| 24      | 24      | «Duelo de dragones»                        | 14 de noviembre de 2016  |
| 25      | 25      | «La caída de los guardianes»               | 15 de noviembre de 2016  |
| 26      | 26      | «Vicky, la villana»                        | 15 de noviembre de 2016  |

### Temporada 2 (2017-2018)
| # Serie | # Temp. | Título                                       | Emisión original         |
| ------- | ------- | -------------------------------------------- | ------------------------ |
| 27      | 1       | «PomPoms!»                                   | 28 de noviembre de 2017  |
| 28      | 2       | «La bella y la bestia»                       | 29 de noviembre de 2017  |
| 29      | 3       | «La feria de la magia»                       | 30 de noviembre de 2017  |
| 30      | 4       | «Los espejos se volvieron locos»             | 1 de diciembre de 2017   |
| 31      | 5       | «La mujer del gigante»                       | 2 de diciembre de 2017   |
| 32      | 6       | «En busca de Pinocho»                        | 3 de diciembre de 2017   |
| 33      | 7       | «La Rana Malvada»                            | 4 de diciembre de 2017   |
| 34      | 8       | «En el bosque encantado»                     | 5 de diciembre de 2017   |
| 35      | 9       | «El baile de máscaras»                       | 6 de diciembre de 2017   |
| 36      | 10      | «El guerrero de las sombras»                 | 7 de diciembre de 2017   |
| 37      | 11      | «El concurso de príncipes»                   | 8 de diciembre de 2017   |
| 38      | 12      | «El Nerodrago»                               | 9 de diciembre de 2017   |
| 39      | 13      | «Un día en la Academia Merlín»               | 10 de diciembre de 2017  |
| 40      | 14      | «El desfile Royal»                           | 26 de septiembre de 2018 |
| 41      | 15      | «Una aventura de sirenas»                    | 27 de septiembre de 2018 |
| 42      | 16      | «Fiesta en pijamas»                          | 28 de septiembre de 2018 |
| 43      | 17      | «El desafío de la torre»                     | 29 de septiembre de 2018 |
| 44      | 18      | «La bruja que cambia de forma»               | 30 de septiembre de 2018 |
| 45      | 19      | «El regreso de Ruby»                         | 1 de octubre de 2018     |
| 46      | 20      | «La boda»                                    | 2 de octubre de 2018     |
| 47      | 21      | «El efecto medianoche»                       | 3 de octubre de 2018     |
| 48      | 22      | «Navidad en el país de los cuentos de hadas» | 4 de octubre de 2018     |
| 49      | 23      | «El arcoíris mágico»                         | 5 de octubre de 2018     |
| 50      | 24      | «La trampa de la reina de las nieves»        | 6 de octubre de 2018     |
| 51      | 25      | «Rose en el país de las maravillas»          | 7 de octubre de 2018     |
| 52      | 26      | «El reino de las nieves»                     | 8 de octubre de 2018     |